# Gustav Pfannmüller (Architekt)
Gustav Pfannmüller (* 18. Mai 1820 in Bad Salzhausen; † 5. Dezember 1893 in Darmstadt) war ein deutscher Architekt, Bergmeister und Hochschullehrer.

## Leben
Gustav Pfannmüller war ein Sohn des Steuercommissärs Johannes Pfannmüller und dessen Ehefrau Sophie Dieffenbach.
Nach seiner Schul- und Berufsausbildung war er in Thalitter als Architekt tätig und besetzte auch die Stelle des Kreisbaumeisters im Kreis Vöhl.
Am 10. Dezember 1855 übernahm er die interimistische Verwaltung der Stelle des Bergmeisters des Kupferbergwerks und der Kupferhütte Thalitter (Bergamt Thalitter), deren Betriebe 1868 eingestellt wurden.Über mehr als 150 Jahre prägte der Kupferbergbau die Stadt Thalitter und machte sie zu einer wohlhabenden „freien Bergstadt“ mit entsprechenden Rechten.
Im Februar 1865 kam er als Oberbaurat zur Stadtverwaltung Darmstadt, wurde dort Mitglied der Prüfungskommission für das finanz- und technische Fach und erhielt 1869 einen Lehrauftrag an der Technischen Hochschule Darmstadt im Fach Baumaterialienlehre.
Im Dezember 1876 wurde er Mitglied und Rat bei der Oberforst- und Domänendirektion und als Oberbergrat technischer Rat bei der obersten Bergbehörde.
Zum 1. April 1879 wurde er Vortragender Rat im Ministerium der Finanzen, Abteilung für Forst- und Kameralverwaltung in Angelegenheiten der fiskalischen Bergwerke und Salinen.

### Auszeichnungen
- 7. Februar 1880 Geheimer Oberbergrat

### Familie
Er war verheiratet mit Mathilde Gelan (1823–1880, Tochter des Offiziers Ludwig Gelan).

### Werke
- 1847 Niederorke, Brücke über die Orke, Entwurf, Aufriss und Grundriss
- 1862 Eimelrod, Plan des Viaduktes über das Nerdartal, Entwurf, Aufriss, Querschnitt und Aufsicht